# Miro Požár
Miroslav „Miro“ Požár (* 6. května 1962 Brno) je český sochař, malíř a fotograf. Jeho díla jsou vystavována v Česku i v zahraničí.
V Ostravě jsou umístěny dvě jeho pískovcové sochy - Poruba a Mateřství.

## Galerie

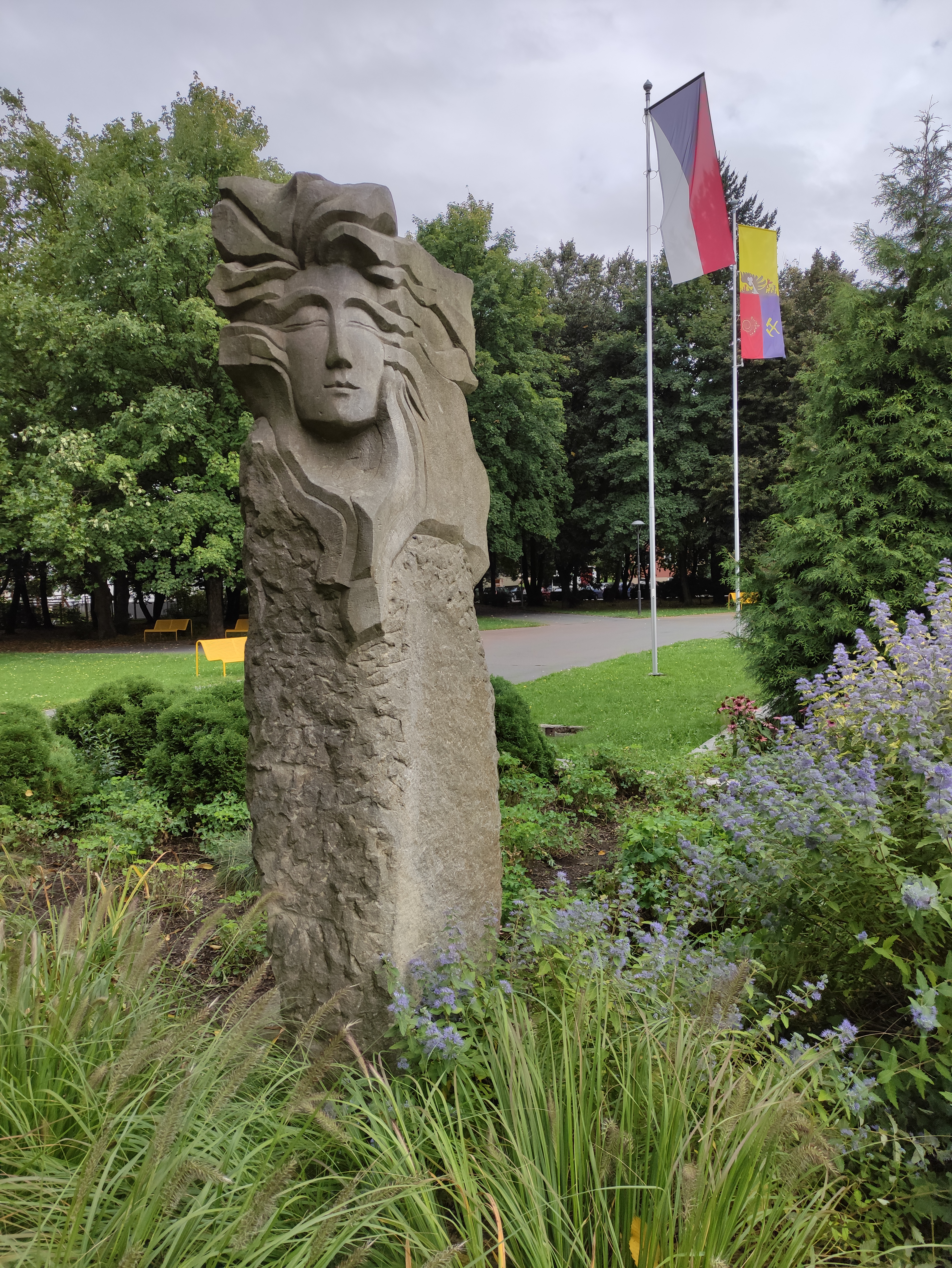
Poruba - pískovcová socha v Ostravě - Porubě